# Суарес Наварро, Карла
Карла Суарес Наварро (исп. Carla Suárez Navarro; род. 3 сентября 1988[…], Лас-Пальмас) — испанская профессиональная теннисистка; победительница пяти турниров WTA (два — в одиночном разряде); бывшая шестая ракетка мира в одиночном разряде; полуфиналистка одного турнира Большого шлема в парном разряде (Открытый чемпионат Франции-2014); финалистка Кубка Федерации (2008) в составе национальной сборной Испании.

## Общая информация
Карла — одна из двух детей Хосе Луиса и Лали Суарес Наварро. У неё есть брат Хосе. Её отец — бывший профессиональный гандболист, а мать — спортивная гимнастка.
Испанка в теннисе с девяти лет, придя в спорт по протекции матери. Любимое покрытие — грунт, лучший удар — бэкхенд через весь корт.
Встречается с девушкой по имени Марта.
1 сентября 2020 года Суарес Наварро объявила, что больна раком, у неё диагностировали лимфогранулематоз.

## Спортивная карьера

### Начало карьеры
Как и многие испанские теннисистки своего времени, Карла готовилась к переходу во взрослый тур на различных внутрииспанских клубных соревнованиях. Выступления в международных юниорских соревнованиях ограничивались несколькими турнирами в год. Наиболее крупный успех пришёлся на Чемпионат Европы U18 2006 года, где она смогла завоевать одиночный титул, попутно переиграв блиставших тогда на подобном уровне Сорану Кырстю и Ализе Корне. Карьера испанки во взрослых турнирах началась в 2002 году. Постепенно росли результаты и расширялось число сыгранных соревнований; итогом этого стало первое попадание в одиночный рейтинг в июле 2004 года. Через несколько месяцев Суарес впервые дошла до финала профессионального турнира (на домашнем 10-тысячнике из цикла ITF) и сходу победила.
Довольно быстро Карла поднялась в число четырёхсот сильнейших теннисисток мира, но быстрое дальнейшее улучшение игры не произошло, и несколько лет испанка набиралась опыта, играя различные европейские 25-тысячники. Существенные подвижки в результатах произошли в октябре 2006 года, когда Суарес пробилась в полуфинал барселонского грунтового 75-тысячника, записав по ходу победу над тогдашней 45-й ракеткой мира Лурдес Домингес Лино. Набранные здесь очки позволили по итогам года впервые войти в топ-300 и получить дополнительную уверенность в собственных силах.
В 2007 году Суарес постепенно стабилизировала свои результаты, став весьма грозной силой на тех соревнованиях, где она играла. В апреле она дебютировала в основной сетке парного разряда соревнований WTA-тура, сыграв на турнире в Эшториле. Серия из полуфиналов-финалов, завершившаяся выходом в четвёрку сильнейших на 75-тысячнике в Петанже, позволила ей впервые в карьере войти в топ-200 одиночного рейтинга. Вскоре после этого Карла дебютировала в квалификации турнира серии Большого шлема — на Открытом чемпионате США. Первый опыт ограничился выходом во второй круг квалификации. В том же году же произошли довольно крупные успехи в парном разряде — Суарес играла сразу в четырёх финалах (с тремя разными партнёршами) и брала два титула, в том числе всё в том же Петанже, где ей ассистировала белорусская теннисистка Анастасия Екимова.

### 2008—2009 (победа в Кубке Федерации, топ-30 и первый финал WTA)

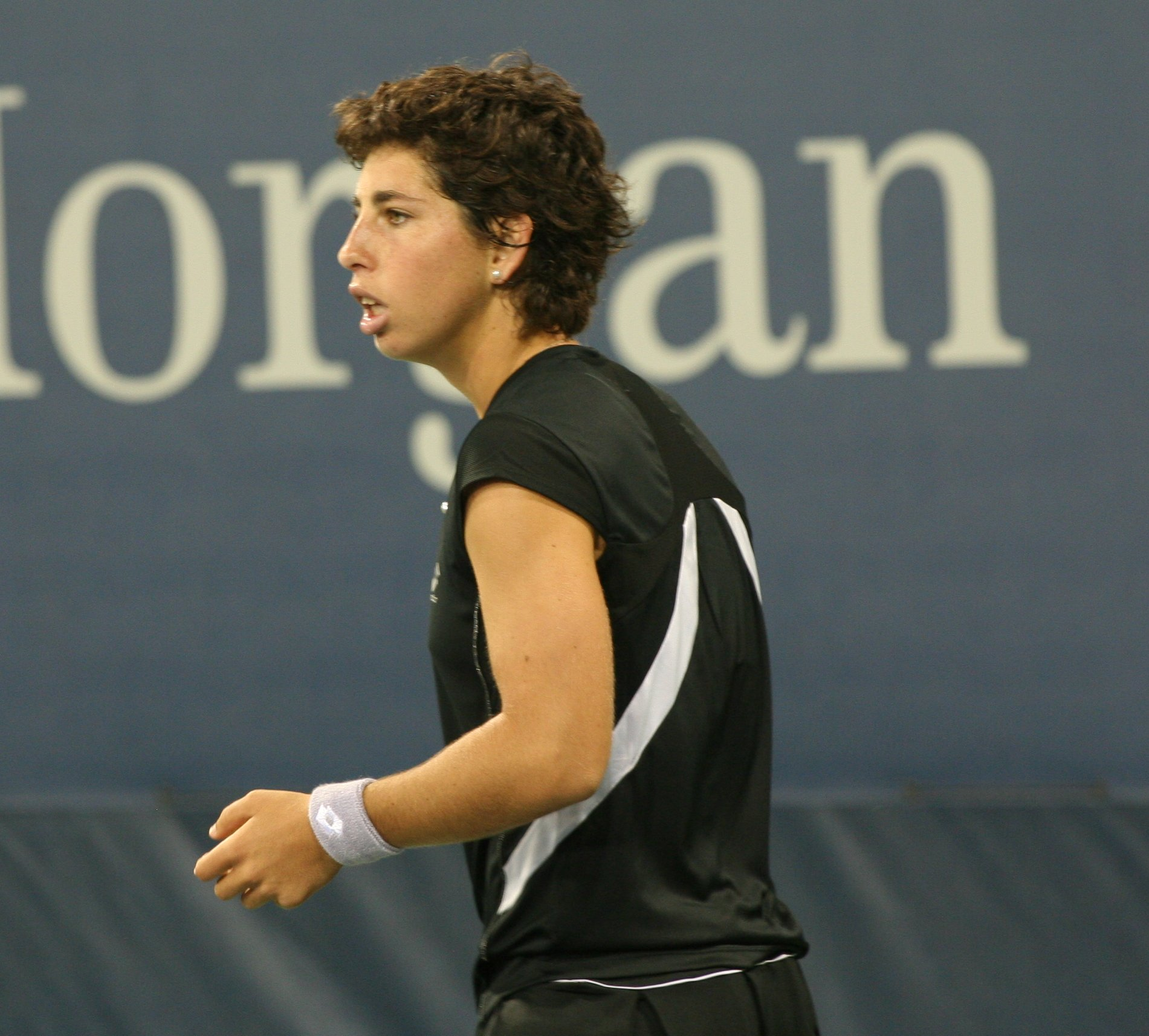
Суарес на Открытом чемпионате США 2009 года

Постепенно Суарес набирала всё более высокий рейтинг, то там, то здесь отмечаясь победами над игроками топ-100 и периодически начав доходить до поздних стадий турниров WTA. Первый крупный успех пришёлся на турнир в Боготе, где испанка выиграла шесть матчей подряд и была остановлена лишь в полуфинале Марией-Эмилией Салерни. Весна прошла в локальных победах на соревнованиях ITF, в должной мере подготовив Карлу к матчам на высшем уровне: в мае она сначала прошла отбор на Открытый чемпионат Франции, а затем последовательно обыграла четырёх соперниц в основе (в числе которых были Амели Моресмо и Флавия Пеннетта) и пробилась в четвертьфинал. Данный результат повысил испанку в рейтинге более чем на восемьдесят позиций — Суарес стала 49-й ракеткой мира. Во второй половине сезона Карла отказалась от игр на турнирах ITF и, выиграв несколько матчей в основных сетках турниров WTA, закрепилась в середине первой сотни рейтинга.
В этом же году национальная федерация, видя прогресс молодого таланта, начала привлекать Суарес в команду в Кубке Федерации. Ход оказался удачным — испанки впервые за шесть лет пробились в финал турнира, а Карла одержала свою первую победу в турнире. Результат на французском турнире Большого шлема также позволил набрать достаточный рейтинг, чтобы отобраться и сыграть на Олимпийских играх, которые проходили в Пекине. Первая её Олимпиада завершилась поражением в первом раунде от Пэн Шуай.
Старт следующего сезона принёс новую порцию позитивных результатов: испанка пробилась в четвертьфинал на Открытом чемпионате Австралии, попутно обыграв Винус Уильямс. К февралю Карла уже игрок топ-30 одиночного рейтинга. Последовавшая затем серия турниров в Новом Свете не принесла особых результатов, зато вернувшись на европейский грунт она сразу же отметилась дебютным финалом на турнире WTA: в Марбелье. В этом решающем матче она сразилась с Еленой Янкович и проиграла со счётом 3-6, 6-3, 3-6. На следующем для себя турнире в Барселоне она доиграла до полуфинала. Серия стабильных результатов до Ролан Гаррос подняла Карлу в рейтинге на 22-ю строчку. Защитить прошлогодний четвертьфинал не удалось, но общая стабильность результатов привела лишь к минимальному откату — Суарес заканчивает год в четвёртом десятке рейтинга. Относительно успешен был и парный год — испанка играла на всех турнирах Большого шлема, одерживала свои первые победы на подобном уровне, а к концу года впервые вышла в полуфинал турнира WTA: в Люксембурге.

### 2010—2012
Первая половина 2010 года прошла без громких успехов, но испанка почти не проигрывала игрокам, стоящим ниже неё в рейтинге. Стабильно проходя несколько кругов, на большинстве турниров она даже не защитив прошлогодний четвертьфинал Открытого чемпионата Австралии сохранила место в топ-50. В феврале она оформила выход в полуфинал турнира в Акапулько. В матчах с лидерами Карла оказывала максимально большое сопротивление, периодически обыгрывая их (например в Индиан-Уэлсе ей удалось остановить Светлану Кузнецову). В апреле Суарес защитила финал турнира в Марбелье, но через пару недель дальнейшие планы на сезон резко меняются: на турнире в Фесе была получена микротравма лодыжки, которая не дала нормально играть до конца года. Даже пропущенное целиком лето особо не поменяло ситуацию.
В первой половине 2011 года ситуация со здоровьем особо не изменилась, лучшим результатом стал выход в полуфинал в Боготе, а на следующем февральском турнире в Акапулько последовала очередная травма — на этот раз локтя, из-за которой испанка была вынуждена пропустить всю весну. Вернувшись в тур Карла была вынуждена выбираться из второй сотни рейтинга. За лето, играя крупные турниры ITF и небольшие турниры WTA она постепенно выбралась в топ-100. Неплохо сыграв на Открытом чемпионате США (выход в четвёртый раунд) осенью она вернулась в середину первой сотни рейтинга.
В 2012 году испанка вернулась на свой былой средний уровень: локальные успехи на турнирах и периодические победы над лидерами позволили ей закрепиться в рейтинге в четвёртом десятке. Весной были добыты полуфинал в Барселоне и третий финал турнира WTA — в Оэйраше. Развить этот успех не удалось: выйдя на определённый уровень испанка угодила в локальный игровой кризис, лишь изредка отмечаясь победами над игроками из лидирующей группы рейтинга. Летом она сыграла на своей второй Олимпиаде, доиграв там до второго раунда. В конце сезона Карла дошла до четвертьфинала крупного турнира в Пекине, переиграв Петру Квитову (тогдашнюю пятую ракетку мира) и повторив свой лучший рейтинг по итогам года.

### 2013—2014 (топ-20 и первый титул WTA)

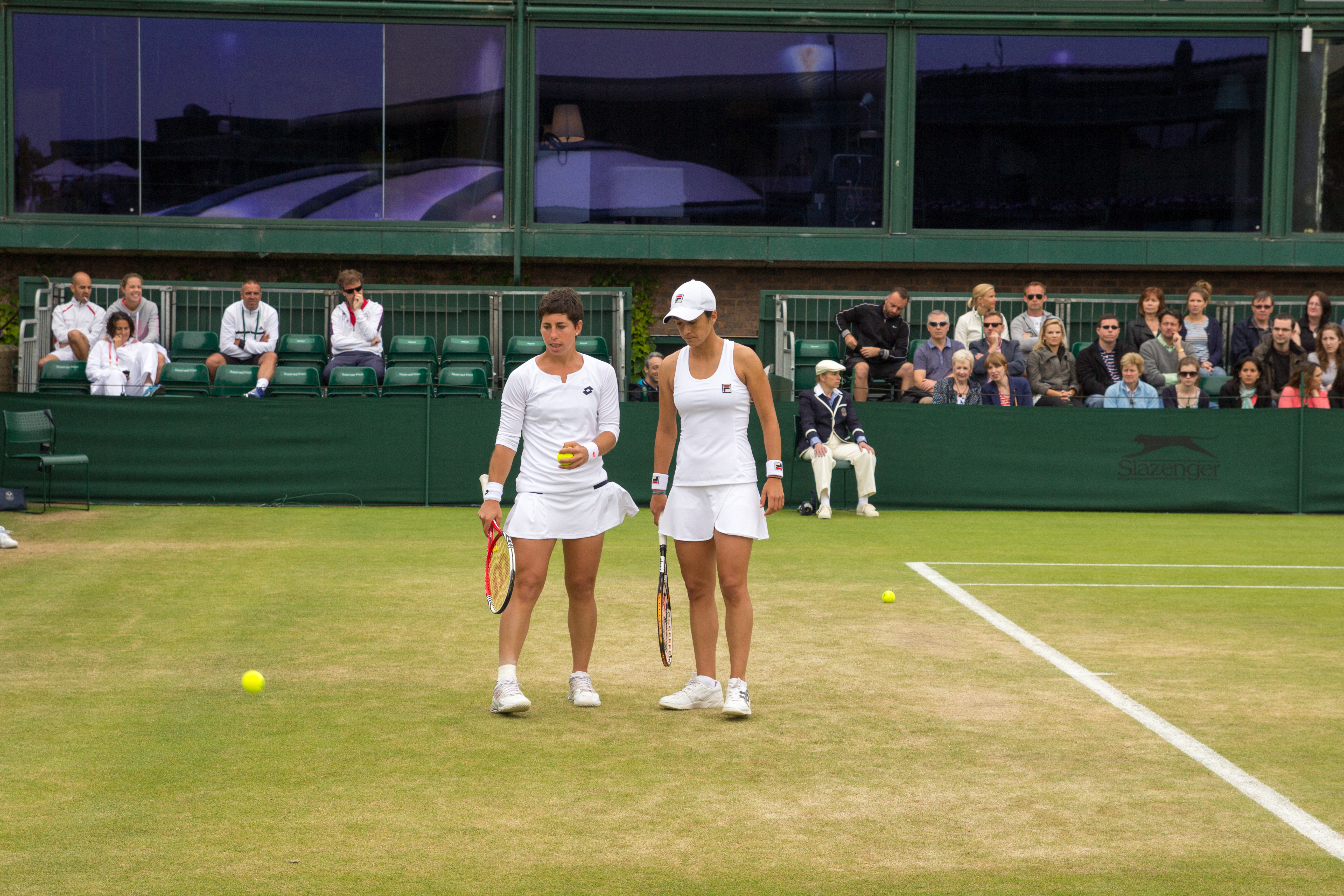
Суарес Наварро и Солер Эспиноса. 2013 год

В 2013 году Суарес продолжила серию стабильных, но не слишком высоких результатов. В этом же году она начала всё более результативно играть и в парном разряде: вместе с соотечественницей Сильвией Солер Эспиносой Карла вышла в четвертьфинал Открытого чемпионата Австралии. Ещё дважды в этот период она смогла добраться до финалов соревнований WTA, но каждый раз ей не сопутствовала удача: в феврале — в Акапулько — её переиграла Сара Эррани, а в мае — в Оэйраше — Анастасия Павлюченкова. Затем отметилась в полуфинале в парном разряде домашнего турнира высшей категории в Мадриде. Локальные успехи постепенно перешли во всё более качественные результаты: после финала в Португалии испанка подряд стабильно выходила в финальные раунды различных соревнований ассоциации: в 1/4 финала в Риме, 1/2 в Хертогенбосе и до четвёртого раунда на двух европейских турнирах Большого шлема (Ролан Гаррос и Уимблдоне. Эти результаты позволили испанке закрепиться в топ-20. Во время летней хардовой серии у Суарес долгое время мало что получалось, но к Открытому чемпионату США большинство проблем было решено и испанка смогла добраться на местных кортах до четвертьфинала, попутно переиграв тогдашнюю девятую ракетку мира Анжелику Кербер. Результат в США позволил ей подняться на время на 14-е место мирового рейтинга. Остаток года принёс несколько локальных выигрышей и один полуфинал на соревновании ассоциации — в Линце, где та же Кербер взяла у неё убедительный реванш.
На следующий год испанка сохранила своё место в первой двадцатке одиночного рейтинга. В феврале она вышла в полуфинал турнира во Флорианополисе, а в апреле в Катовице. В начале мая Суарес Наварро наконец завоевала и свой первый титул в основном туре ассоциации, победив в финале турнира в Оэйраше Светлану Кузнецову со счётом 6-4, 3-6, 6-4. В паре, по протекции национальной федерации, Карла стала наигрывать альянс с соотечественницей Гарбинье Мугурусой; новая команда быстро доказала свою конкурентоспособность, последовательно переиграв обоих тогдашних лидеров рейтинга. В мае испанки дошли до финала домашнего Премьер-турниравысшей категории в Мадриде. На турнире серии Премьер 5 она доиграла до четвертьфинала. Также до 1/4 финала Суарес добралась на Ролан Гаррос, воспользовавшись удачной сеткой, а женских парах с Мугурусой вышла в полуфинал. В августе Гарбинье и Карла выиграли первый совместный парный титул на турнире в Станфорде. В августе на Премьер-турнире в Монреале, обыграв Марию Шарапову, Суарес вышла в четвертьфинал. После Открытого чемпионата США она впервые поднялась в топ-20 парного рейтинга. До конца года Карла и Гарбинье были менее результативны, но дважды добрались ещё до финала соревнований премьер-серии в Токио. К концу сезона испанки набрали достаточный рейтинг, чтобы сыграть на Итоговом турнире, где, впрочем, уступили уже на старте. В одиночном разряде в конце сезона Суарес сыграла на турнире чемпионок в Софии, где пробилась в полуфинал.

### 2015—2016 (попадание в топ-10 и титул в Дохе)

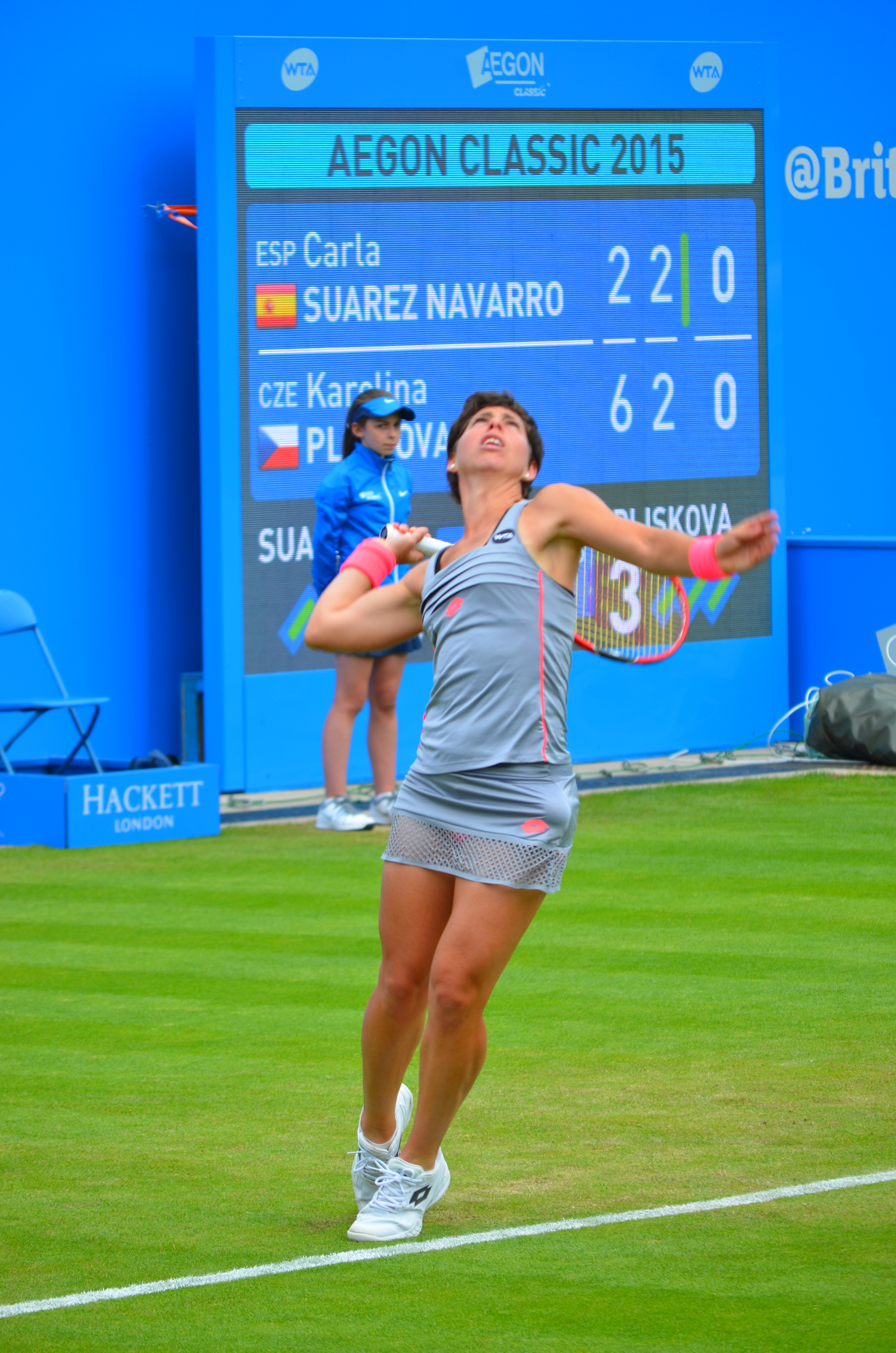
Суарес на турнире в Бирмингеме 2015 года

Начало сезона-2015 было отмечено ростом результатов одиночном разряде. В феврале она добилась права сыграть в финале турнира в Антверпене, но не вышла на решающий матч против Андреи Петкович по состоянию здоровья. В феврале она сыграла в четвертьфинале турнира в Дубае и полуфинала в Дохе, обыграв оба раза для этого теннисистку из топ-5 Петру Квитову. Также в Дубае она сумела достичь парного финала совместно с Мугугрусой. В апреле Суарес хорошо проявила себя на связки американских супер турниров. Сначала в Индиан-Уэлсе она прошла в четвертьфинал, а затем в Майами впервые прошла в финал Премьер-серии высшей категории. По пути к нему Карла в финальных раундах переиграла Агнешку Радваньскую, Винус Уильямс и Андрею Петкович. В решающем матче испанская спортсменка проиграла Серене Уильямс — 2-6, 0-6. Выступление в Майами позволило Суарес впервые войти в престижное число первой десятки женского рейтинга. Хорошие результаты были у неё и в грунтовой части сезона. На домашнем Премьер турнире высшей категории в Мадриде она доиграла до четвертьфинала в одиночка и финала в парах (с Мугурусой), а на турнире серии Премьер 5 в Риме смогла выйти в финал, обыграв сразу трёх представительниц топ-10: Эжени Бушар (№ 7 в мире), Петру Квитову (№ 4) и в полуфинале Симону Халеп (№ 2). В титульной игре Суарес все же проиграла россиянке Марии Шараповой со счётом 6-4, 5-7, 1-6.
К 18 мая 2015 года плотность результатов достигла такой степени, что Суарес Наварро забралась на восьмую строчку рейтинга. Однако хорошие результаты по ходу сезона не позволили далеко пройти на Ролан Гаррос, где Карла в третьем раунде уступила Флавии Пеннетте. Во второй части сезона у Суарес Наварро наметился спад в игре. В июне она вышла в четвертьфинал в Бирмингеме, а также взяла в дуэте с Мугурусой парный приз данного турнира. Далее произошёл заметный спад результатов, вылившийся в восьмиматчевую безвыигрышную серию, которая отбросила испанку на тринадцатую позицию по итогам года. В сентябре Мугуруса и Суарес взяли парный приз турнира в Токио. В конце года Карла и Гарбинье даже сыграли на Итоговом турнире, где проигрывали лишь тем парам, кто в сезоне-2015 побеждал на турнирах Большого шлема, дойдя в итоге до финала. В одиночном разряде она затем сыграла на втором по значимости итоговом турнире — Трофей элиты WTA, но не смогла выйти из своей группы.
Суарес Наварро хорошо начала сезон 2016 года. Она дошла до полуфинала турнира в Брисбене, уступив Анжелике Кербер, и до четвертьфинала Открытого чемпионата Австралии, уступив Агнешке Радваньской. В результате 1 февраля она вернулась топ-10 мирового рейтинга WTA (под 8-м номером). Затем она победила Елену Янкович в матче Кубка Федерации против Сербии. В феврале Суарес Наварро великолепно выступила на турнире серии Премьер 5 в Дохе, где она поочерёдно победила Донну Векич, Тимею Бачински, Елену Веснину и Агнешку Радваньскую на пути к финалу, затем она отомстила за свое поражение в первом раунде на Уимблдоне 2015 Елене Остапенко обыграв её в финале в трёх сетах (1-6, 6-4, 6-4). Для 27-летней испанки этот титул стал первым в рамках серии Премьер 5 и самым значительным в карьере теннисистки. Добытый титул также позволил Карле подняться на самую высокую строчку в рейтинге за карьеру — 6-е место. Также в Дохе она смогла дойти до парного финала в альянсе с Сарой Эррани, в котором, в отличие от одиночного, проиграла.
После победы в Дохе наметился некоторый спад в игре Суарес. Она выступала на турнирах хуже чем в прошлом сезоне, теряя рейтинговые очки. На Открытом чемпионате Франции она смогла выйти в четвёртый раунд. В июне, обыграв № 4 в мире Кербер, она вышла в полуфинал турнира на траве в Бирмингеме. На Уимблдоне Карла повторила своё лучшее достижение и вышла в четвёртый раунд. В августе на Олимпийских играх в Рио-де-Жанейро она вышла в третий круг, победив Ану Иванович и Ану Конюх. В парном разряде наигрываемая команда Мугуруса и Суарес остановилась в четвертьфинале, проиграв чемпионкам той Олимпиады Весниной и Макаровой. После той Олимпиады Суарес сыграла до конца сезона ещё один раз в парах и прекратила постоянную соревновательную практику в этом разряде. На Премьер-турнире в Цинциннати она вышла в четвертьфинал. На Открытом чемпионате США её результатом стал выход в четвёртый раунд, где испанка проиграла Халеп. В осенней части сезона лучшим выступлением стал выход в полуфинал зального турнира в Линце.

### 2017—2021 (завершение карьеры)
С 2017 года результаты Суарес стали постепенно падать. Старт сезона она провалила, оформив первый выход в полуфинал в апреле на турнире в Монтеррее. Весной на грунте Карла отметилась двумя четвертьфиналами на небольших турнирах, а на Ролан Гаррос прошла в четвёртый раунд. В июле она сыграла второй полуфинал в сезоне на турнире в Бухаресте. Открытый чемпионат США завершился для испанской теннисистки на стадии четвёртого раунда. К концу сезона Суарес опустилась в рейтинге до 40-го места.
2018 год Суарес провела чуть лучше чем предыдущий сезон. На Открытом чемпионате Австралии Карла в третий раз за карьеру вышла в четвертьфинал, где уступила Каролине Возняцки из Дании. Следующего четвертьфинала Карла достигла в марте на турнире в Индиан-Уэлсе, в котором уступила Винус Уильямс из США. В мае на турнире в Мадриде она также пробилась в четвертьфинал, но уступила там Каролин Гарсии. В августе Суарес впервые с 2016 года дошла до финала турнира WTA. Произошло это в Нью-Хейвене и по ходу своих выступлений одна соперница Карлы снялась с турнира, а ещё две отказывались от продолжения матча в первом сете. В решающем матче испанская теннисистка проиграла проиграла Арине Соболенко из Беларуси со счётом 1-6, 4-6. В сентябре на Открытом чемпионате США она дошла до четвертьфинала, где проиграла американке Мэдисон Киз.
В феврале 2019 года Суарес вышла в четвертьфинал турнира в Дубае. На Больших шлемах лучше всего в сезоне она выступила на Уимблдоне, доиграв там до четвёртого раунда. Ещё один четвертьфинал Карла сыграла летом на турнире в Сан-Хосе. В декабре 2019 года стало известно, что Суарес планирует завершить карьеру в следующем году.
В 2020 году сыграла на пяти турнирах, где один раз прошла до третьего раунда. 1 сентября 2020 года Суарес Наварро сообщила, что у неё была обнаружена лимфома Ходжкина. Она прошла курс химиотерапии и вернулась на корт, передумав завершать карьеру. Суарес не хотела, чтобы люди запомнили её уход с болезнью и решила сыграть ещё несколько турниров.
Возвращение состоялось на «Ролан Гаррос» 2021 года, где Суарес проиграла в первом раунде. Затем она сыграла на Уимблдоне и на Олимпиаде в Токио, где вышла во второй раунд. Суарес сыграла на Открытом чемпионате США, где проиграла в первом раунде и предположила, что, возможно, это был её последний матч. Однако затем она получила вызов в сборную и сыграла на последним в карьере турнире — Кубок Билли Джин Кинг. По итогам 2021 года Суарес получила награду «Возвращение года» по версии WTA.

## Итоговое место в рейтинге WTA по годам
| Год  | Одиночный рейтинг | Парный рейтинг |
| 2020 | 83                | 1269           |
| 2019 | 55                | 1207           |
| 2018 | 23                |                |
| 2017 | 40                |                |
| 2016 | 12                | 75             |
| 2015 | 13                | 13             |
| 2014 | 18                | 20             |
| 2013 | 17                | 58             |
| 2012 | 34                | 132            |
| 2011 | 56                | 1123           |
| 2010 | 57                | 1014           |
| 2009 | 34                | 118            |
| 2008 | 50                | 567            |
| 2007 | 169               | 149            |
| 2006 | 289               | 358            |
| 2005 | 358               | 536            |
| 2004 | 613               | 547            |

## Выступления на турнирах

### Финалы турнировWTAв одиночном разряде (11)

#### Победы (2)
| Легенда:                    |
| --------------------------- |
| Турниры Большого шлема (0)* |
| Олимпиада (0)               |
| Итоговый турнир WTA (0)     |
| Premier Mandatory (0)       |
| Premier 5 (1)               |
| Premier (0+3)               |
| International (1)           |

| Титулы по покрытиям | Титулы по месту проведения матчей турнира |
| ------------------- | ----------------------------------------- |
| Хард (1+2)*         | Зал (0)                                   |
| Грунт (1)           | Зал (0)                                   |
| Трава (0+1)         | Открытый воздух (2+3)                     |
| Ковёр (0)           | Открытый воздух (2+3)                     |

* количество побед в одиночном разряде + количество побед в парном разряде.
| №  | Дата            | Турнир             | Покрытие | Соперница в финале | Счёт        |
| 1. | 3 мая 2014      | Оэйраш, Португалия | Грунт    | Светлана Кузнецова | 6-4 3-6 6-4 |
| 2. | 27 февраля 2016 | Доха, Катар        | Хард     | Елена Остапенко    | 1-6 6-4 6-4 |

#### Поражения (9)
| №  | Дата            | Турнир                 | Покрытие   | Соперница в финале     | Счёт           |
| 1. | 12 апреля 2009  | Марбелья, Испания      | Грунт      | Елена Янкович          | 3-6 6-3 3-6    |
| 2. | 11 апреля 2010  | Марбелья, Испания (2)  | Грунт      | Флавия Пеннетта        | 2-6 6-4 3-6    |
| 3. | 5 мая 2012      | Оэйраш, Португалия     | Грунт      | Кайя Канепи            | 6-3 6-7(6) 4-6 |
| 4. | 2 марта 2013    | Акапулько, Мексика     | Грунт      | Сара Эррани            | 0-6 4-6        |
| 5. | 4 мая 2013      | Оэйраш, Португалия (2) | Грунт      | Анастасия Павлюченкова | 5-7 2-6        |
| 6. | 15 февраля 2015 | Антверпен, Бельгия     | Хард (зал) | Андреа Петкович        | Без игры       |
| 7. | 4 апреля 2015   | Майами, США            | Хард       | Серена Уильямс         | 2-6 0-6        |
| 8. | 17 мая 2015     | Рим, Италия            | Грунт      | Мария Шарапова         | 6-4 5-7 1-6    |
| 9. | 25 августа 2018 | Нью-Хейвен, США        | Хард       | Арина Соболенко        | 1-6 4-6        |

### Финалы турнировITFв одиночном разряде (11)

#### Победы (6)
| Легенда:          |
| ----------------- |
| 100.000 USD (0)   |
| 75.000 USD (0+1)* |
| 50.000 USD (0)    |
| 25.000 USD (2+1)  |
| 10.000 USD (4+2)  |

| Титулы по покрытиям | Титулы по месту проведения матчей турнира |
| ------------------- | ----------------------------------------- |
| Хард (3+1)*         | Зал (0)                                   |
| Грунт (3+3)         | Зал (0)                                   |
| Трава (0)           | Открытый воздух (6+4)                     |
| Ковёр (0)           | Открытый воздух (6+4)                     |

* количество побед в одиночном разряде + количество побед в парном разряде.
| №  | Дата            | Турнир                   | Покрытие | Соперница в финале | Счёт        |
| 1. | 7 ноября 2004   | Мальорка, Испания        | Грунт    | Петра Новотникова  | 6-2 3-6 6-1 |
| 2. | 6 марта 2005    | Лас-Пальмас, Испания     | Хард     | Петра Цетковская   | 2-6 6-4 6-3 |
| 3. | 12 февраля 2006 | Вали-ду-Лобу, Португалия | Хард     | Ипек Шеноглу       | 6-2 6-3     |
| 4. | 24 февраля 2007 | Мелилья, Испания         | Хард     | Анна Герасиму      | 6-4 6-4     |
| 5. | 19 мая 2007     | Гран-Канария, Испания    | Грунт    | Анна Флорис        | 6-2 6-2     |
| 6. | 10 июня 2007    | Мадрид, Испания          | Грунт    | Алина Жидкова      | 6-2 6-1     |

#### Поражения (5)
| №  | Дата             | Турнир                     | Покрытие   | Соперница в финале | Счёт            |
| 1. | 22 мая 2005      | Санта-Крус, Испания        | Хард       | Петра Цетковская   | 7-6(0) 3-6 1-6  |
| 2. | 3 сентября 2005  | Виттория, Италия           | Грунт      | Анна Флорис        | 4-6 5-7         |
| 3. | 21 января 2007   | Сандерленд, Великобритания | Хард (зал) | Карен Патерсон     | 4-6 2-6         |
| 4. | 23 марта 2008    | Тенерифе, Испания          | Хард       | Ципора Обзилер     | 2-6 3-6         |
| 5. | 19 сентября 2010 | София, Болгария            | Грунт      | Матильда Юханссон  | 4-6 1-3 — отказ |

### Финалы Итогового чемпионатаWTAв парном разряде (1)

#### Поражения (1)
| №  | Год  | Место    | Покрытие   | Партнёрша         | Соперницы в финале        | Счёт    |
| 1. | 2015 | Сингапур | Хард (зал) | Гарбинье Мугуруса | Саня Мирза Мартина Хингис | 0-6 3-6 |

### Финалы турнировWTAв парном разряде (9)

#### Победы (3)
| №  | Дата             | Турнир                    | Покрытие | Партнёрша         | Соперницы в финале                | Счёт           |
| 1. | 3 августа 2014   | Станфорд, США             | Хард     | Гарбинье Мугуруса | Паула Каня Катерина Синякова      | 6-2 4-6 [10-5] |
| 2. | 21 июня 2015     | Бирмингем, Великобритания | Трава    | Гарбинье Мугуруса | Андреа Главачкова Луция Градецкая | 6-4 6-4        |
| 3. | 27 сентября 2015 | Токио, Япония             | Хард     | Гарбинье Мугуруса | Чжань Хаоцин Чжань Юнжань         | 7-5 6-1        |

#### Поражения (6)
| №  | Дата             | Турнир              | Покрытие   | Партнёрша         | Соперницы в финале               | Счёт              |
| 1. | 11 мая 2014      | Мадрид, Испания     | Грунт      | Гарбинье Мугуруса | Роберта Винчи Сара Эррани        | 4-6 3-6           |
| 2. | 21 сентября 2014 | Токио, Япония       | Хард       | Гарбинье Мугуруса | Кара Блэк Саня Мирза             | 2-6 5-7           |
| 3. | 21 февраля 2015  | Дубай, ОАЭ          | Хард       | Гарбинье Мугуруса | Тимея Бабош Кристина Младенович  | 3-6 2-6           |
| 4. | 9 мая 2015       | Мадрид, Испания (2) | Грунт      | Гарбинье Мугуруса | Кейси Деллакква Ярослава Шведова | 3-6 7-6(4) [5-10] |
| 5. | 1 ноября 2015    | Финал тура WTA      | Хард (зал) | Гарбинье Мугуруса | Саня Мирза Мартина Хингис        | 0-6 3-6           |
| 6. | 27 февраля 2016  | Доха, Катар         | Хард       | Сара Эррани       | Чжань Хаоцин Чжань Юнжань        | 3-6 3-6           |

### Финалы турнировITFв парном разряде (7)

#### Победы (4)
| №  | Дата            | Турнир             | Покрытие | Партнёрша               | Соперницы в финале               | Счёт              |
| 1. | 11 июля 2004    | Гечо, Испания      | Грунт    | Анна Фонт Эстрада       | Андреа Бенитес Эстефания Красьюн | 6-2 6-3           |
| 2. | 3 сентября 2005 | Виттория, Италия   | Грунт    | Лорен Фишер             | Сильвия Дисдери Джорджа Мортелло | 6-2 6-3           |
| 3. | 28 июля 2007    | Петанж, Люксембург | Грунт    | Анастасия Екимова       | Мартина Мюллер Клодин Шоль       | 6-7(4) 6-1 7-6(1) |
| 4. | 4 августа 2007  | Виго, Испания      | Хард     | Эстрелья Кабеса Кандела | Риа Дёрнеманн Юстина Оцга        | 6-1 4-6 6-3       |

#### Поражения (3)
| №  | Дата           | Турнир                | Покрытие | Партнёрша              | Соперницы в финале                         | Счёт           |
| 1. | 30 апреля 2006 | Торрент, Испания      | Грунт    | Сильвия Солер Эспиноса | Габриэла Веласко Андреу Екатерина Макарова | 4-6 2-6        |
| 2. | 29 апреля 2007 | Торрент, Испания      | Грунт    | Марта Марреро          | Екатерина Иванова Евгения Родина           | 6-7(7) 6-3 2-6 |
| 3. | 19 мая 2007    | Гран-Канария, Испания | Грунт    | Марта Марреро          | Энн Кеотавонг Фредерика Пиедаде            | Без игры       |

### Финалы командных турниров (1)

#### Поражения (1)
| №  | Год  | Турнир          | Команда                          | Соперник в финале                           | Счёт |
| 1. | 2008 | Кубок Федерации | Испания Медина,Суарес,Льягостера | Россия Звонарёва,Кузнецова,Веснина,Макарова | 0-4  |

## История выступлений на турнирах
| Турнир                                  | 2007  | 2008  | 2009          | 2010          | 2011          | 2012  | 2013          | 2014          | 2015          | 2016  | 2017          | 2018          | 2019          | 2020          | 2020          | Итог   | В/П за карьеру |
| --------------------------------------- | ----- | ----- | ------------- | ------------- | ------------- | ----- | ------------- | ------------- | ------------- | ----- | ------------- | ------------- | ------------- | ------------- | ------------- | ------ | -------------- |
| Турниры Большого шлема                  |       |       |               |               |               |       |               |               |               |       |               |               |               |               |               |        |                |
| Открытый чемпионат Австралии            | -     | К     | 1/4           | 3Р            | 2Р            | 2Р    | 3Р            | 3Р            | 1Р            | 1/4   | 2Р            | 1/4           | 2Р            | 2Р            | -             | 0 / 12 | 23-12          |
| Открытый чемпионат Франции              | -     | 1/4   | 3Р            | 1Р            | -             | 3Р    | 4Р            | 1/4           | 3Р            | 4Р    | 4Р            | 2Р            | 3Р            | -             | 1Р            | 0 / 12 | 26-12          |
| Уимблдонский турнир                     | -     | 2Р    | 3Р            | -             | К             | 1Р    | 4Р            | 2Р            | 1Р            | 4Р    | 2Р            | 3Р            | 4Р            | НП            | 1Р            | 0 / 11 | 16-11          |
| Открытый чемпионат США                  | К     | 1Р    | 2Р            | 1Р            | 4Р            | 2Р    | 1/4           | 3Р            | 1Р            | 4Р    | 4Р            | 1/4           | 1Р            | -             | 1Р            | 0 / 13 | 21-13          |
| Итог                                    | 0 / 0 | 0 / 3 | 0 / 4         | 0 / 3         | 0 / 2         | 0 / 4 | 0 / 4         | 0 / 4         | 0 / 4         | 0 / 4 | 0 / 4         | 0 / 4         | 0 / 4         | 0 / 1         | 0 / 3         | 0 / 48 |                |
| В/П в сезоне                            | 0-0   | 5-3   | 9-4           | 2-3           | 4-2           | 4-4   | 12-4          | 9-4           | 2-4           | 13-4  | 8-4           | 11-4          | 6-4           | 1-1           | 0-3           |        | 86-48          |
| Олимпийские игры                        |       |       |               |               |               |       |               |               |               |       |               |               |               |               |               |        |                |
| Летняя олимпиада                        | НП    | 1Р    | Не проводился | Не проводился | Не проводился | 2Р    | Не проводился | Не проводился | Не проводился | 3Р    | Не проводился | Не проводился | Не проводился | Не проводился | 2Р            | 0 / 4  | 4-4            |
| Итоговые турниры                        |       |       |               |               |               |       |               |               |               |       |               |               |               |               |               |        |                |
| Турнир чемпионок WTA / Трофей элиты WTA | НП    | НП    | -             | -             | -             | -     | -             | 1/2           | Группа        | -     | -             | -             | -             | Не проводился | Не проводился | 0 / 2  | 3-3            |

К — проигрыш в отборочном турнире.
| Турнир                       | 2008  | 2009          | 2010          | 2011          | 2012  | 2013          | 2014          | 2015          | 2016  | 2021  | Итог   | В/П за карьеру |
| ---------------------------- | ----- | ------------- | ------------- | ------------- | ----- | ------------- | ------------- | ------------- | ----- | ----- | ------ | -------------- |
| Турниры Большого шлема       |       |               |               |               |       |               |               |               |       |       |        |                |
| Открытый чемпионат Австралии | -     | 1Р            | 1Р            | 1Р            | 2Р    | 1/4           | -             | 2Р            | -     | -     | 0 / 6  | 5-6            |
| Открытый чемпионат Франции   | -     | 1Р            | -             | -             | 1Р    | 1Р            | 1/2           | 1Р            | -     | -     | 0 / 5  | 4-5            |
| Уимблдонский турнир          | 1Р    | 2Р            | -             | -             | 2Р    | 3Р            | 3Р            | 2Р            | -     | -     | 0 / 6  | 6-6            |
| Открытый чемпионат США       | 1Р    | 2Р            | -             | 1Р            | 2Р    | 1Р            | 3Р            | 2Р            | -     | 1Р    | 0 / 8  | 5-8            |
| Итог                         | 0 / 2 | 0 / 4         | 0 / 1         | 0 / 2         | 0 / 4 | 0 / 4         | 0 / 3         | 0 / 4         | 0 / 0 | 0 / 1 | 0 / 25 |                |
| В/П в сезоне                 | 0-2   | 2-4           | 0-1           | 0-2           | 3-4   | 4-4           | 8-3           | 3-4           | 0-0   | 0-1   |        | 20-25          |
| Итоговые турниры             |       |               |               |               |       |               |               |               |       |       |        |                |
| Итоговый турнир WTA          | -     | -             | -             | -             | -     | -             | 1/4           | Ф             | -     | -     | 0 / 2  | 3-3            |
| Олимпийские игры             |       |               |               |               |       |               |               |               |       |       |        |                |
| Летняя олимпиада             | -     | Не проводился | Не проводился | Не проводился | -     | Не проводился | Не проводился | Не проводился | 1/4   | 2Р    | 0 / 2  | 3-2            |